# فرودگاه اوانگو فیتینی
 فرودگاه اوانگو فیتینی (به انگلیسی: Ouango Fitini Airport) یک فرودگاه با کد یاتا OFI است . این فرودگاه در کشور ساحل عاج قرار دارد .